# Combat!

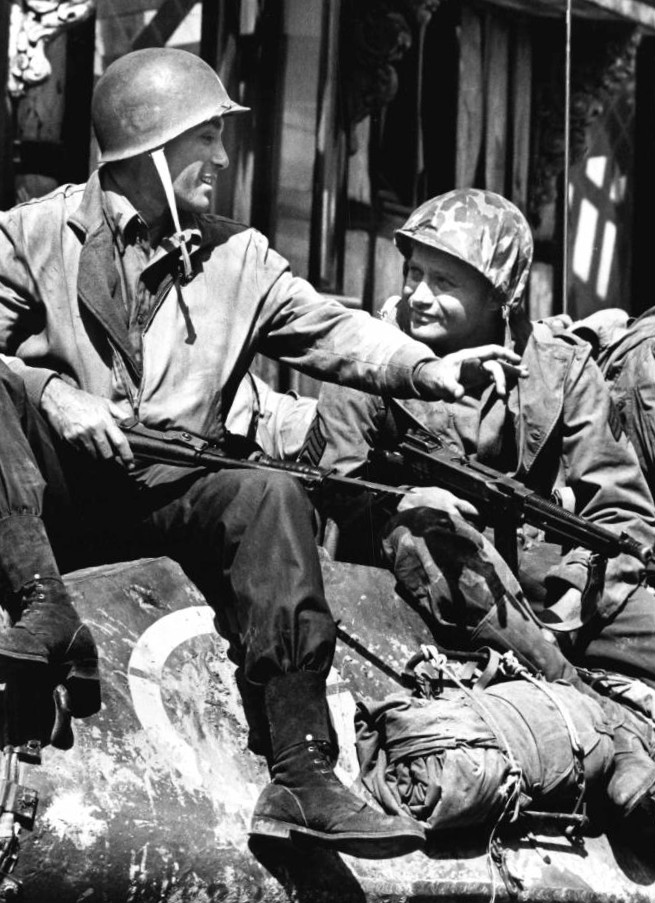
Tenente Hanley (Jason) e sargento Saunders (Morrow). Combat!, 1962

Combat! (br:Combate) foi uma série de televisão norte-americana exibida pela rede ABC entre 1962 e 1967, estrelada por Vic Morrow e Rick Jason. Criada por Robert Pirosh, que também escreveu o primeiro episódio, com produção executiva de Selig J. Seligman e direção de diversos diretores incluindo Robert Altman, de M*A*S*H, produtor associado de alguns episódios da primeira temporada, esta foi a mais longa série sobre a II Guerra Mundial já exibida na televisão, com cinco temporadas consecutivas, num total de 152 episódios. As quatro primeiras temporadas foram exibidas em preto-e-branco e a quinta e última em cor.
Ela mostra o dia a dia sombrio, os combates e os dramas  pessoais de um pelotão de combatentes norte-americanos, o segundo pelotão da Companhia King, King 2, que após o desembarque do Dia D, em maio de 1944, realiza missões na França ocupada pelos nazistas, liderados pelo tenente Hanley e pelo sargento Saunders, até a libertação de Paris e posteriormente. A maioria das locações da série foram em regiões da Califórnia, e no Vale do Loire, na França, além dos estúdios da MGM. O título Combat!, estilizado, tem uma baioneta como ponto de exclamação ao final.
No Brasil, foi exibida pela TV Excelsior e TV Record, levando o nome de Combate, também na década de 1960.

## Enredo
A história tem como foco principal o segundo pelotão da Companhia King, comandada pelo novato Tenente Hanley (Rick Jason) e pelo Sargento Saunders (Vic Morrow). O pelotão é formado por soldados do elenco regular e por outros personagens em que atores convidados  fazem participações especiais. O Sargento Saunders, no começo da primeira temporada, aparece apenas como um ordenança do tenente, fazendo assim um papel coadjuvante juntamente com outros membros da equipe. Devido às dúvidas do tenente Hanley que vão surgindo, Saunders começa a ter mais responsabilidades, se tornando um líder penoso nas temporadas seguintes. Os soldados nesse período passam também a ser tratados de forma mais humana.
Com o decorrer das temporadas, Saunders, um garoto que havia crescido nos perigosos bairros pobres dos Estados Unidos, assume o protagonismo da série, tornando-se um líder duríssimo, em quem seus homens tem confiaça cega e dependem dele para sobreviver.
As temporadas são marcadas sempre por novas missões e batalhas em regiões distintas. Sem qualquer semelhança com os vários filmes de guerra americanos da época, muitas vezes centrados em cima de uma propaganda patriótica, o enredo se desenrola em cima dos conflitos dos soldados, as batalhas, os problemas pessoais, a ascensão dentro do grupo e as lutas por aquilo que eles não tinham ou não podiam fazer. O seriado é encerrado com uma realidade totalmente diferente das suas temporadas anteriores, com o fim da guerra e os seus consequentes problemas da volta para casa. Inédito para a época, os personagens franceses e alemães falam em suas próprias línguas sem dublagem ou legendas.

## Elenco
- Vic Morrow ... sargento Chip Saunders
- Rick Jason ... segundo-tenente Gil Hanley
- Pierre Jalbert ... Paul "Caje" LeMay
- Jack Hogan ... William G. Kirby
- Dick Peabody ... "Littlejohn"
- Steven Rogers ... "Doc" (primeira temporada)
- Conlan Carter ... "Doc" (temporadas 2 - 5);
- Tom Lowell ... Billy Nelson (1-2 temporadas)
- Shecky Greene ... Braddock (primeira temporada)
- Paul Busch ... (diferentes papéis, mas maioria das vezes alemães)

Entre os astros convidados e participações figuraram: Luise Rainer, Lee Marvin, Frank Gorshin, James Coburn, Richard Basehart, Eddie Albert, James Caan, Leonard Nimoy, Mike Farrell, Beau Bridges, John Aniston, Robert Duvall, Mickey Rooney, Claudine Longet, Dennis Hopper, Tom Skerritt, Ricardo Montalban,  Sal Mineo, Frankie Avalon,  Jack Lord, Charles Bronson e Telly Savalas.

## Produção
De acordo com Rick Jason, o orçamento da série no primeiro ano, incluindo pré-produção e pós-produção, era de US$127,500; no quinto ano, filmado em cores, US$183,000. A escala de trabalho da equipe era de seis dias de filmagem por semana, por isso, numa semana com apenas cinco dis filmando, na outra  o trabalho era de uma semana emais um dia para filmar um episódio. Aqui e ali um segmento levava sete dias e o pessoal da produção ficava meio nervoso. "No primeiro ano da série, eu e Vic recebemos camarins num edifício que não era reformado há 25 anos e não tinhamos camarins em locações externas, só cadeiras Vic fez uma greve no início da segunda temporada e as coisas melhoraram".
No DVD lançado da série, o crítico Wesley Britton diz que os produtores e diretores, inclusive Robert Altman que dirigiu dez episódios, deram o máximo em busca de credibilidade e realismo. Aqui e ali, os espectadores veem uma fotografia de qualidade em algumas tomadas longas, inexistente na maioria das séries das outras redes de televisão do período. Eles tinham assessores militares para analisar mapas e roteiros. O elenco não podia fazer a barba durante toda a filmagem de um episódio para ajudar na continuidade. Exceto por alguns diálogos ocasionais, quando os alemães falam, falam em alemão. O ator Robert Winston Mercy, que escreveu um roteiro e fez alguns personagens de oficiais alemães, disse que os uniformes eram tão precisos com suas insígnias e ornamentações, que cada vez que ele entrava uniformizado na cafeteria durante os lanches ou almoços na pausa das filmagens, os trabalhadores judeus do local ficavam agitados."
A maioria dos atores da série havia servido nas Forças Armadas e vários na II Guerra Mundial. Vic Morrow, Jack Hogan, Dick Peabody e Shecky Greene serviram na Marinha, enquanto Rick Jason foi da Força Aérea. Conlan Carter também esteve na Força Aérea durante a Guerra da Coreia.
Na tentativa de fazer de Combate a mais realista série de guerra até então feita, inclusive no plano psicológico, Robert Altman dirigiu um episódio, Survival, de maneira tão perturbadora, que ele acredita ter sido demitido por causa dele. Este episódio é considerado pelo semanário de televisão TV Guide como o #74 na lista dos 100 maiores episódios de série de tv de todos os tempos.

## Recepção
A série é lembrada pelo seu realismo e pelo desenvolvimento dos personagens. Sobre ele, o scholar da cultura pop Gene Santoro escreveu:
"A mais longa série dramática sobre guerra da tv americana (1962–1967) foi realmente uma coleção de filmes complexos de 50 minutos de duração. Recheados por cenas de batalhas, eles seguem as dificuldades de um pelotão pela França desde o Dia D, tentando salvar sua humanidade e sobreviver à guerra. Melodrama, comédia e sátira aparecem no caminho à medida que o tenente Hanley e o sargento Saunders lideram seus homens até Paris. Sob ordens, Hanley continua liderando, ou enviando Saunders na liderança, seu pelotão em incessantes patrulhas, mesmo exaustos ou pouco armados. Os substitutos muitas vezes são simples mecânicos ou cozinheiros. A implacabilidade esconde o anti-herói Saunders: às vezes, você pode ver lápides em seus olhos. A maioria dos primeiros 32 episódios são muito bons, graças aos roteiros e à direção. O colaborador da série, Robert Pirosh, recebeu um Oscar pelo roteiro de  O Preço da Glória, em 1949: seu realismo duro é muitas vezes refletido nos enredos. Os episódios posteriores inevitavelmente ficam desiguais, embora existam gemas entre eles.... mas esta série, filmada nas áreas externas da MGM quando tvs a cores ainda eram raras, permanece excepcional".
O crítico Wesley Britton, filho de um veterano de guerra, escreveu: "A menos que você tenha visto Combate quando foi exibido originalmente nos anos 60, você não consegue imaginar como ele foi influente  e popular... com um nível de qualidade único, Combate foi apropriadamente concebido com uma abertura em que sons de soldados atirando com metralhadoras ou em meio de explosões são mesclados com a retumbante trilha sonora de cornetas e tambores marciais criada por Leonard Rosenman. Ele sempre se distinguiu por suas histórias sombrias e realísticas, frequentemente com um mínimo de diálogos, muitas vezes eles sendo apenas as ordens rápidas do sargento Saunders a seus homens enquanto caminham sempre em frente.

## Prêmios e indicações
Combate foi indicado a três Prêmios Emmy: Ator em performance contínua (Vic Morrow) e Fotografia para televisão (Robert B. Hauser) em 1963 e ator coadjuvante, (Conlan Carter ), o "Doc", em 1964.